# Stauropus
Stauropus is een geslacht van vlinders uit de familie van de tandvlinders (Notodontidae).

## Soorten
- Stauropus abitus Kobayashi, M. Wang & Kishida, 2007
- Stauropus alternus Walker, 1855
- Stauropus basalis Moore, 1877
- Stauropus basinigra (Moore, [1866])
- Stauropus berberisae Moore 1888
- Stauropus callista (Schintlmeister, 1997)
- Stauropus camilla (Schintlmeister, 1997)
- Stauropus fagi (Linnaeus, 1758)
- Stauropus kiriakoff (Holloway, 1983)
- Stauropus limitaris Ebert, 1968
- Stauropus major van Eecke, 1929
- Stauropus mediolinea Rothschild, 1917
- Stauropus mioides (Hampson, 1904)
- Stauropus obliterata Wileman & South, 1917
- Stauropus persimilis Butler, 1879
- Stauropus picteti Oberthür, 1911
- Stauropus sikkimensis Moore, 1865
- Stauropus skoui Schintlmeister, 2008
- Stauropus takamukuanus (Matsumura, 1925)
- Stauropus teikichiana Matsumura, 1929
  - Stauropus teikichiana boreas Kobayashi & Kishida, 2007
  - Stauropus teikichiana fuscus Kobayashi & M. Wang, 2007
  - Stauropus teikichiana notus'' Kobayashi & Kishida, 2007
- Stauropus virescens (Moore, 1879)
- Stauropus viridissimus Bethune-Baker, 1904